# Here Is My Heart
Here Is My Heart (Brasil: Meu Maior Desejo / Portugal: A Grã-Duquesa e o Criado) é um filme estadunidense de 1934, do gênero comédia musical, dirigido por Frank Tuttle e estrelado por Bing Crosby e Kitty Carlisle. O roteiro é baseado na peça The Grand Duchess and the Waiter, de Alfred Savoir, sucesso na Broadway em 1925, filmada com esse título no ano seguinte. Crosby canta June in January, With Every Breath I Take e Love Is Just Around the Corner, três grandes sucessos compostos por Ralph Rainger e Leo Robin.

## Sinopse
Para ficar perto da princesa russa Alexandra, por quem está apaixonado, o milionário cantor J. Paul Jones disfarça-se de criado no hotel onde ela e os parentes estão hospedados. Quando se descobre que a família dela está à beira da ruína e em vias de ser despejada, ele adquire o hotel para preservá-los da vergonha.

## Elenco
| Ator/Atriz       | Personagem         |
| ---------------- | ------------------ |
| Bing Crosby      | J. Paul Jones      |
| Kitty Carlisle   | Princesa Alexandra |
| Roland Young     | Príncipe Nicholas  |
| Alison Skipworth | Condessa Rostova   |
| Reginald Owen    | Príncipe Vladimir  |
| William Frawley  | James Smith        |
| Marian Mansfield | Claire             |
| Akim Tamiroff    | Gerente do hotel   |
| Cecilia Parker   | Suzette            |